# Cerovac (Jakšić)
Cerovac is een plaats in de gemeente Jakšić in de Kroatische provincie Požega-Slavonië. De plaats telt 257 inwoners (2001).